# Cazón en adobo
El cazón en adobo, bienmesabe o el adobo, es un plato típico de la provincia de Cádiz y ciudades cercanas, a base de cazón adobado y rebozado.

## Preparación

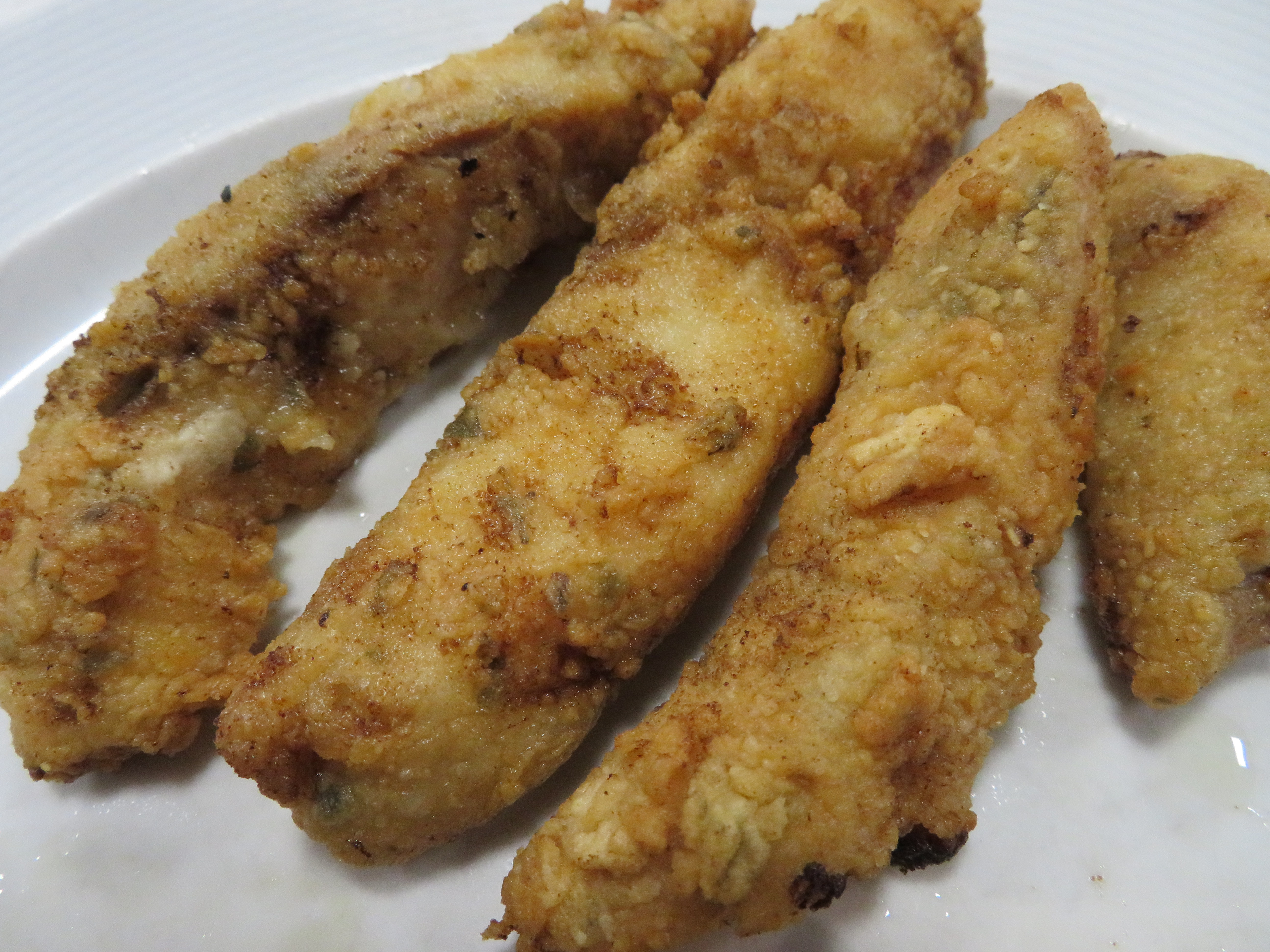
Cazón en adobo, rebozado y frito.

La elaboración consta de un majao (majado) de ajos, pimentón, comino, orégano y opcionalmente otras especias o hierbas aromáticas, al cual se le agrega vinagre blanco que puede ser vinagre de Jerez y en esta mezcla se suelen dejar las rodajas de cazón de 4 a 8 horas y una vez pasado este tiempo se enharinan o rebozan las rodajas, se fríen en aceite de oliva y se sirven a la mesa.

## Origen
Era costumbre en la zona centro de España la de aliñar las carnes y verduras para conservarlas durante más tiempo. En el siglo XVI era habitual en el país y esta costumbre se exportó a las colonias: América y Filipinas. El libro Agricultura General de Alonso de Herrera define un adobo como "ajos, orégano, sal, agua y vinagre", una receta parecida a la actual.